# Dulamyn Amarsanaa
Dulamyn Amarsanaa (mongolisch Дуламын Амарсанаа, * 9. März 1944) ist ein ehemaliger mongolischer Mittelstreckenläufer.
Er trat bei den Olympischen Sommerspielen 1964 in Tokio an. Im 800-m-Lauf schied er in den Vorläufen aus. Beim 400-m-Lauf war er gemeldet, startete jedoch nicht.